# 中山蕃

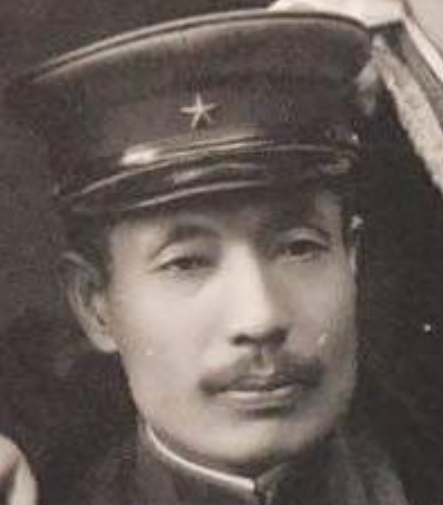
中山 蕃

中山 蕃（なかやま しげる、1883年11月24日 - 1969年3月7日）は、日本の陸軍軍人。最終階級は陸軍中将。長野県木曽郡福島村（現木曽町）出身。官位は正四位勲一等功五級。

## 人物
一人っ子で育った。長身だったため、女性に非常にもてたとこのこと。
息子は3人。長男は耳鼻科医の中山克美、次男は内科医の中山博夫、三男は上智大学名誉教授の中井晶夫。
甥の中井一夫は海兵63期卒、海軍大尉としてマーシャル・ギルバート諸島機動空襲に参加、日本人で初めて空母エンタープライズに体当たりを敢行、壮烈な戦死を遂げる。死後少佐特進。

## 経歴
- 陸軍士官学校16期、陸軍大学校25期
- 明治37年（1904年）10月24日 陸軍士官学校卒業
- 明治37年（1904年）11月1日 陸軍騎兵少尉任官 騎兵第1連隊附
- 明治40年（1907年）12月21日 陸軍騎兵中尉昇進
- 明治43年（1910年）12月12日 陸軍大学校入校
- 大正2年（1913年）11月26日 陸軍大学校卒業
- 大正3年（1914年）6月26日 陸軍騎兵大尉昇進
- 大正4年（1915年）4月10日 騎兵第1連隊中隊長
- 大正4年（1915年）10月4日 騎兵第1連隊附
- 大正5年（1916年）4月1日 参謀本部員
- 大正7年（1918年）8月 普拉辛斯克特務機関長（大正8年（1919年）12月まで）
- 大正8年（1919年）10月28日 参謀本部附
- 大正8年（1919年）12月25日 参謀本部員
- 大正9年（1920年）4月22日 陸軍騎兵少佐昇進
- 大正9年（1920年）5月7日 樺太州派遣軍参謀
- 大正9年（1920年）11月1日 功五級金鵄勲章
- 大正10年（1921年）7月1日 参謀本部員
- 大正12年（1923年）3月17日 第15師団参謀
- 大正13年（1924年）3月15日 陸軍騎兵中佐昇進
- 大正14年（1925年）5月1日 第3師団参謀
- 大正14年（1925年）12月2日 騎兵第7連隊長
- 昭和2年（1927年）7月26日 陸軍騎兵大佐昇進
- 昭和3年（1928年）5月30日 騎兵第13連隊長
- 昭和4年（1929年）12月10日 朝鮮軍参謀
- 昭和7年（1932年）8月8日 陸軍少将昇進 騎兵監部附
- 昭和8年（1933年）12月20日 騎兵第1旅団長
- 昭和9年（1934年）4月29日 勲二等旭日重光章
- 昭和11年（1936年）3月7日 軍馬補充部本部長（昭和12年（1937年）8月2日まで）
- 昭和11年（1936年）4月28日 陸軍中将昇進
- 昭和12年（1937年）8月26日 騎兵監
- 昭和14年（1939年）3月23日 勲一等瑞宝章
- 昭和14年（1939年）10月2日 待命
- 昭和14年（1939年）10月31日 予備役編入
- 昭和14年（1939年）11月22日 正四位
- 昭和17年（1942年）4月24日 勲一等旭日大綬章
- 1947年（昭和22年）11月28日、公職追放仮指定を受けた[1]。
- 昭和44年（1969年）3月7日 87歳で死去

## 栄典
位階
- 1904年（明治37年）12月8日 - 正八位[2]
- 1927年（昭和2年）9月1日 - 従五位[3]